# Opisthacantha striatifrons
Opisthacantha striatifrons är en stekelart som först beskrevs av William Harris Ashmead 1896.  Opisthacantha striatifrons ingår i släktet Opisthacantha och familjen Scelionidae. Inga underarter finns listade i Catalogue of Life.